# دين كوليس
دين كوليس (بالإنجليزية: Dean Collis)‏ هو لاعب دوري الرغبي أسترالي، ولد في 21 أكتوبر 1985 في كاملبتاون في أستراليا.